# Climograma
El término climograma puede aplicarse a varios métodos usados para representar gráficamente el clima de un lugar:
1. un gráfico temperatura v/s lluvia sin una escala determinada.[1]
2. Termoisopletas, un gráfico que representa las temperaturas del día a lo largo del año.
3. un gráfico conocido como diagrama Walter-Lieth que representa la temperatura y las precipitaciones en una escala de 1:2.
4. una representación de temperatura y precipitaciones en gráficos adyacentes, pero separados.

Actualmente se aplica cada vez más[cita requerida] al Diagrama de Walter-Lieth en el que se representan la temperatura promedio y la cantidad de lluvia caída en cada mes del año a lo largo de los doce meses en el lugar de estudio observadas en un largo período de tiempo y en una escala de determinada de 1:2, es decir 10 °C se representan con la misma altura que 20 mm de lluvia (ver Índice xerotérmico de Gaussen para una justificación teórica). A ello se agregan otros datos geográficos y la suma anual de las precipitaciones con el promedio anual de la temperatura. La escala determinada de 1:2  permite vislumbrar si la zona de estudio tiene un clima árido, húmedo o muy húmedo. Este tipo de diagrama es llamado también diagrama de Walter-Lieth o diagrama ombrotérmico.

## Diagrama Walter-Lieth

Diagrama Walter-Lieth de la zona de Humapalca, en la parte superior de la cuenca del río San José, mostrando los montos mensuales de lluvia y las temperaturas medias mensuales, a lo largo del año.

El climograma de Walter-Lieth lleva el nombre de Heinrich Karl Walter y Helmut Lieth, quienes publicaron en 1967 un atlas mundial con 9000 diagramas. 
El gráfico presenta los valores promedio mensual de temperatura en grados Celsius y la cantidad de agua caída en milímetros durante el mes medidos en una estación meteorológica para cada mes del año, ambas variables en forma de datos medios sobre un número amplio de años observados: unos treinta si se quiere obtener conclusiones climáticas significativas, unos cinco si se quieren estudiar las tendencias coyunturales, o también de un año.[cita requerida]
Los diagramas Walter-Lieth tienen un eje de abscisas donde se encuentran los meses del año, un eje de ordenadas a la izquierda donde se encuentra la escala de las temperaturas y un eje de ordenadas a la derecha donde se encuentra la escala de las precipitaciones. 
La escala de precipitaciones en milímetros debe ser siempre el doble que la de temperaturas en grados celcius, es decir 10 °C deben ser representados con la misma altura que 20 mm de agua caída. Esta condición es impuesta por el índice de Gaussen que sostiene que una temperatura promedio de 10 °C durante un mes logra evaporar totalmente 20 mm de agua caída en el lugar. De esta manera se obtiene una representación gráfica de periodos secos y periodos húmedos.
En el diagrama de la zona de Humapalca, ubicada a 4000 m s. n. m., en la cuenca superior del río San José de Azapa, puede verse claramente las diferencias entre los meses lluviosos y los secos, coincidiendo los primeros con los meses del invierno altiplánico, que son, paradojalmente, los meses de verano del hemisferio austral.
El diagrama puede contener además, como en el ejemplo, la latitud y la longitud del lugar, la altitud, los valores mensuales usados en el diagrama, el promedio anual de temperatura y la cantidad de agua caída durante el año, así como el periodo de mediciones. También muestra la clasificación climática de Köppen para el lugar, en el ejemplo "ET", que es clima de tundra. Como toda publicación científica debe dar la fuente de los datos.
El diagrama da De acuerdo al método de clasificación bioclimática diseñado por Gaussen, establece que la distribución de la temperatura y la precipitación durante el curso del año, tiene mayor importancia que sus medias anuales. Esta clasificación se basa en el ritmo de la temperatura y precipitación en el curso del año, tomando en consideración los períodos que son favorables o desfavorables para la vegetación como: período húmedo, seco, cálido, frío. Algunos estilos de diagramas de Walter-Lieth representan precipitaciones mensuales que sobrepasan los 100 mm en una escala menor, como los ofrecidos por la Universidad Técnica de Dresde: temperaturas normales no pueden revertir el efecto de más de 100 mm de agua mensual.
Diagramas semejantes son:
- Diagrama ombrotérmico de Gaussen, que es cronológicamente el primero;
- Climodiagrama de Rivas-Martínez, que agrega más información;
- Climodiagrama de Montero de Burgos y González Rebollar;

## Termoisopletas o termoisolíneas

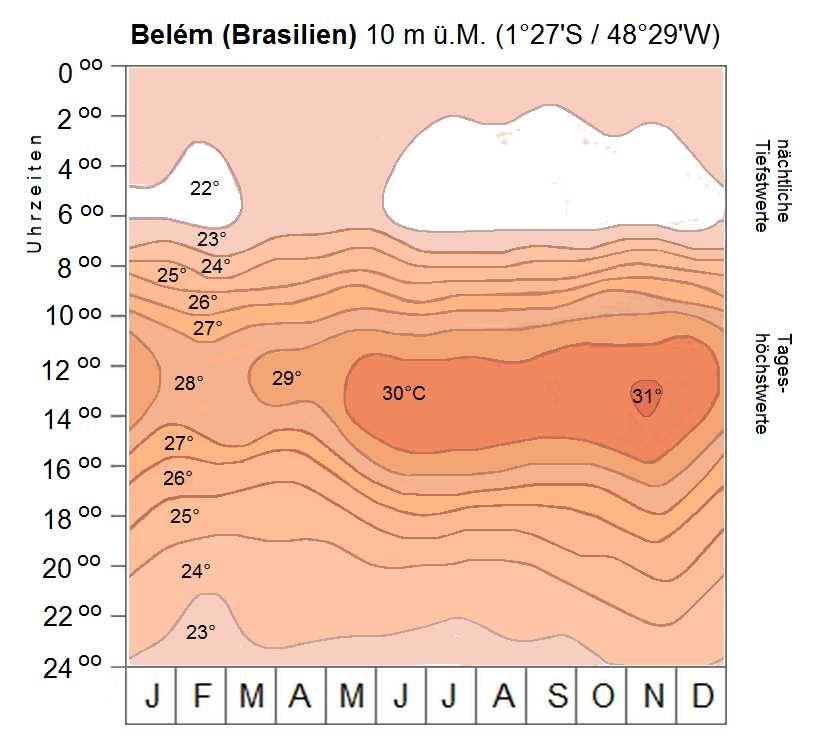
Termoisopletas para Belém, Brasil.

Otra nombre asociado a climograma es el de termoisopleta, un neologismo formado con las palabras provenientes del griego termo (calor) e isopleta (línea de valores iguales). Se representa solo las temperaturas medidas en un lugar durante el día y a través del año. Las precipitaciones no se consideran.
De esta manera se permite ordenar lugares según su clima anual o su clima diario. 
Este tipo de diagramas también puede ser utilizado para otros fenómenos naturales de medición instantánea, como la humedad, la velocidad o la dirección del viento, pero no para los que miden en periodos de tiempo, como las precipitaciones.
No debe ser confundido con la Isotermas, que sobre un mapa alinean los lugares con igual temperatura en un momento dado.

## Diagrama Dansereau-Whittaker

El diagrama permite una clasificación del clima en un lugar

Otra forma de representar es con la temperatura media anual versus la precipitación anual. Su posición en el diagrama permite identificar el tipo de clima del lugar.

## Termohietas

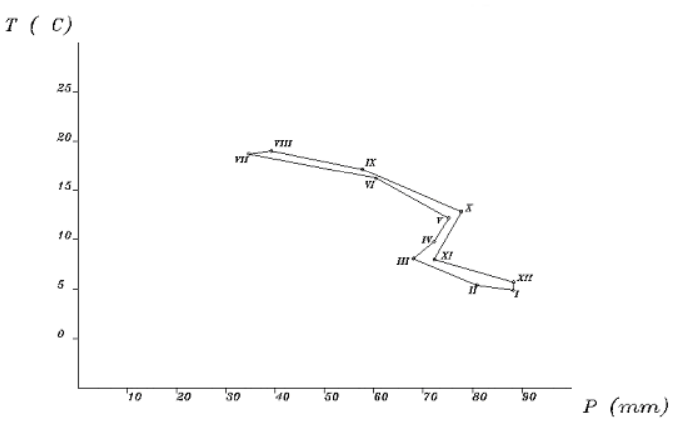
Termohietas de Vitoria en España.

Las termohietas grafican la temperatura y precipitaciones de un lugar a lo largo de los meses de un año, es decir, hay 12 puntos en el diagrama, cada punto representa un mes y esta unido al mes sucesor y predecesor por una línea recta.
Una publicación del gobierno español clasifica:: 10 
Cuando la rama de verano va por la derecha de la rama de invierno, el entorno disfruta de lluvias de verano. En caso contrario, las precipitaciones dominantes son las de invierno. Si las dos ramas se superponen, más o menos, es que el régimen pluviométrico es sensiblemente uniforme a lo largo del año. Si el polígono es muy alargado en el sentido de las ordenadas, la oscilación termométrica es muy acusada.
A la derecha el diagrama termohietas de Vitoria en España.